# Xã Centerville, Quận Yell, Arkansas
Xã Centerville (tiếng Anh: Centerville Township) là một xã thuộc quận Yell, tiểu bang Arkansas, Hoa Kỳ. Năm 2010, dân số của xã này là 1.179 người.